# Кандалакський район
Кандала́кський райо́н (рос. Кандалакшский район) — муніципальний район у складі Мурманської області, Росія. Адміністративний центр — місто Кандалакша.

## Адміністративний поділ
Район адміністративно поділяється на 2 міських та 2 сільських поселення:
| Поселення                       | Площа, км² | Населення, осіб | Рік  | Центр          | Населені пункти |
| ------------------------------- | ---------- | --------------- | ---- | -------------- | --------------- |
| Зеленоборське міське поселення  | 2054,1     | 7215            | 2010 | Зеленоборський | 7               |
| Кандалакське міське поселення   | 3371,7     | 38136           | 2010 | Кандалакша     | 9               |
| Алакурттське сільське поселення | -          | 3443            | 2010 | Алакуртті      | 2               |
| Зареченське сільське поселення  | -          | 750             | 2010 | Зареченськ     | 3               |